# Helicopis tapajonus
Helicopis tapajonus är en fjärilsart som beskrevs av Le Moult 1939. Helicopis tapajonus ingår i släktet Helicopis och familjen Riodinidae. Inga underarter finns listade i Catalogue of Life.